# تازة كند قراجة قية
تازة كند قراجة قية هي قرية في مقاطعة هشترود، إيران. بلغ عدد سكان هذه القرية حوالي 142 نسمة في سنة 2006.